# Allied Joint Force Command Lisbon
Das Allied Joint Command Lisbon (JC Lisbon oder Joint Headquarters Lisbon) war eines von drei Hauptkommandos der NATO auf operativer Ebene und unterstand dem Allied Command Operations. Es hatte seinen Sitz in Oeiras, nahe Lissabon in Portugal. Im Juni 2011 wurde beschlossen, das JC Lisbon aufzulösen. Zum 31. Dezember 2012 wurde das Kommando schließlich deaktiviert.

## Geschichte
Im April 1949 trat Portugal der NATO bei und ist damit eine der Gründungsnationen selbiger. Seit 1950 existierten Pläne für eine Atlantikkommando auf der Iberischen Halbinsel IBERLANT, die jedoch nicht realisiert werden. Der Rückzug Frankreichs aus den Strukturen der NATO 1965 diente als Katalysator für die folgenden Entscheidungen. Im November 1966 beschließt der Nordatlantikrat die Aufstellung von IBERLANT. Lissabon, die Hauptstadt Portugals, ist ein Kandidat für die Stationierung des neuen Kommandos. Andere mögliche Standorte waren Gibraltar, Casablanca und Brest. 1967 stimmte der NATO-Militärausschuss dem Vorschlag zu, das neue Hauptquartier in Portugal anzusiedeln. Dies geschah in einem Übergangsgebäude. 1969 wurde dann mit einem Projekt, dessen Kosten sich auf 6,2 Millionen US-Dollar beliefen, begonnen um das permanente Hauptquartier des IBERLANT in Reducto Gomes Freire, Oeiras, zu bauen.
Im März 1972 wurde dann die Villa bei Sintra aufgegeben und der Stab verlegte zum Gebäudekomplex in Oeiras. Am 28. Oktober 1972 wurden dann die Flaggen der NATO und Portugals über dem neuen IBERLANT-Hauptquartier gehisst. Das Kommando übernahm als Erster Rear Admiral Eugene B. Fluckley von der US Navy. Am 18. September 1982 wird der Kommandeursposten vom Verteidigungsausschuss des Nordatlantikrates vom Commander IBERLANT (COMIBERLANT) zum Commander-in-Chief IBERLANT (CINCIBERLANT) hochgestuft und der portugiesische Vizeadmiral Ilídio Elias da Costa als erster Kommandeur auf diesem neuen Posten eingesetzt.
Im Januar 1995 verlegte die portugiesische Marine ihr Flottenhauptquartier in den Gebäudekomplex des IBERLANT in Oeiras. Am 1. September 1999 wurde der Kommandeursposten abermals hochgestuft, nun zum Commander-in-Chief South Atlantic (CINCSOUTHLANT), und übernahm nun als Regionalkommando der NATO eine wesentlich größeren Verantwortungsbereich. Zudem wurde das Hauptquartier nun in Regional Headquarters South Atlantic (RHQ SOUTHLANT) umbenannt.
Am 12. Juni 2003 wurde SOUTHLANT in Folge der Transformation der NATO, nach der Umwandlung des Supreme Allied Commander Atlantic (SACLANT) zum Supreme Allied Commander Transformation (SACT), dem Supreme Allied Commander Europe unterstellt. Im März 2004 wurde CINCSOUTHLANT dann zum Allied Joint Command Headquarters Lisbon (JHQ Lisbon) umgewandelt. Vom 19. Oktober 2005 bis zum 8. Februar 2006 kommandierte JHQ Lisbon das Katastrophenhilfeteam der NATO in Pakistan im Zuge der Erdbebennachsorge. Im Juni 2005 wurde JC Lisbon mit der Unterstützung der African Union Mission in Sudan (AMIS) beauftragt. Im Rahmen dieser Mission war JC Lisbon für die Koordination von Lufttransport für African Union (AU) Truppen verantwortlich, die im Rahmen AMIS in Darfur eingesetzt wurden. Darüber hinaus wurden einzelne Stabsoffiziere zur Unterstützung der AU abgestellt. Unter anderem wurde der Posten eines Senior Military Liaison Officers der NATO bei der AU eingerichtet. Dieser Dienstposten wird durch einen Oberst oder vergleichbar des Joint Command Lisbon besetzt. Er wechselt alle sechs Monate. Die AMIS Support Mission endete am 31. Dezember 2007. Seit dem 1. Juli 2008 ist JC Lisbon verantwortlich für das Kommando über die NATO Response Force.
Nach der Rückkehr Frankreichs in die integrierte NATO-Kommandostruktur 2009 „erhielt“ Frankreich den Kommandeursposten des JC Lisbon in Lissabon und den des Supreme Allied Commander Transformation in Norfolk, Virginia.

## Organisation
Das JC Lisbon war als zweckorientiertes, kleines Hauptquartier konzipiert, das zur schnellen Krisenreaktion im gesamten Verantwortungsbereich (area of responsibility) der NATO und darüber hinaus eingesetzt werden konnte. Einmal aktiviert, war es in der Lage, als seegestütztes Kommandozentrum während des Beginns von Operationen zur Friedenssicherung oder für Kampfeinsätze zu dienen.
Dieser Unterschied zu den beiden Schwesternkommandos unter dem Allied Command Operations, den Joint Force Commands (JFC) in Neapel und Brunssum verdeutlichte auch der gewählte Name. Denn die beiden JFCs haben jeweils ihnen unterstellte Land-, Luft- und Maritime Komponenten, während JC Lisbon über keine zugeordneten Komponenten verfügte.

## Leitung
Das Kommando hatte bis 2009 ein Admiral der US Navy, der zugleich auch stellvertretender Kommandeur der US Naval Forces Europe, Kommandeur der Sechsten US-Flotte und Kommandeur der Striking and Support Forces der NATO war. Nach der Reintegration Frankreichs in die NATO-Kommandostruktur ist dieser Posten mit einem Franzosen besetzt. Seit dem 20. Juli 2009 ist dies Generalleutnant Philippe Stoltz. Der stellvertretende Kommandeur war bis 2010 ein Generalleutnant der portugiesischen Luftwaffe und seit der Umbenennung in JFC Lisbon ein Generalleutnant der spanischen Luftwaffe. Dieser übernahm am 1. Juli 2012 das Kommando und führte es bis zur Auflösung am 31. Dezember 2012.
| Name                    | Beginn der Berufung | Ende der Berufung  |
| ----------------------- | ------------------- | ------------------ |
| Manuel Mestre           | 1. Juli 2012        | 31. Dezember 2012  |
| Philippe Stoltz         | 20. Juli 2009       | 30. Juni 2012      |
| Bruce W. Clingan        | 14. August 2008     | 20. Juli 2009      |
| James A. Winnefeld, Jr. | 14. September 2007  | 14. August 2008    |
| John Stufflebeem        | 15. Juni 2005       | 14. September 2007 |
| ???                     | ???                 | 15. Juni 2005      |